# Balsam Peru

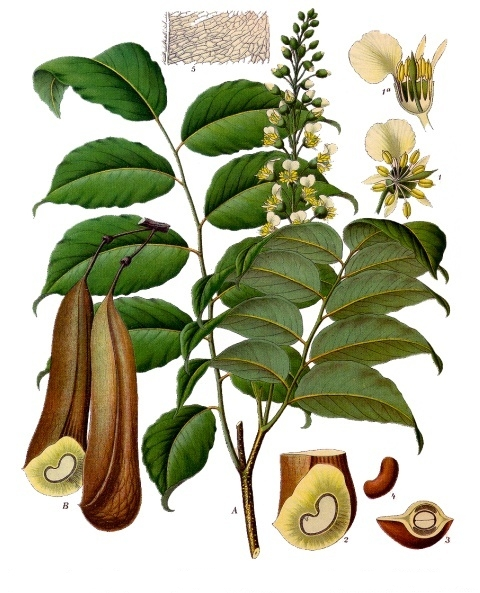
Cây mà Balsam Perulaasy ra từ đó.

Balsam Peru, cũng được biết đến và tiếp thị bởi nhiều tên khác, là một chất nhựa có nguồn gốc từ một cái cây được gọi là Myroxylon, được trồng ở Trung Mỹ (chủ yếu ở El Salvador) và Nam Mỹ.
Balsam của Peru được sử dụng trong thực phẩm và đồ uống để làm hương vị, trong nước hoa và đồ dùng vệ sinh vì mùi thơm, thuốc men và dược phẩm để chữa bệnh. Nó có mùi hương ngọt ngào. Trong một số trường hợp, Balsam Peru được liệt kê trên nhãn sản phẩm của một sản phẩm bằng một trong những tên khác nhau của nó, nhưng có thể không bắt buộc phải liệt kê theo tên của nó theo các quy ước ghi nhãn bắt buộc.
Nó có thể gây ra phản ứng dị ứng, với nhiều cuộc khảo sát lớn xác định nó là nằm trong 5 chất gây dị ứng hàng đầu thường xuyên nhất gây ra các phản ứng thử nghiệm gọi là patch test (dán băng dán có chất có thể gây dị ứng lên lưng để xem người bị thí nghiệm có dị ứng với chất đó hay không.)  Nó có thể gây viêm, làm đỏ da, sưng lên, đau nhức, ngứa và phồng da, bao gồm viêm da tiếp xúc dị ứng, viêm miệng (viêm và đau nhức miệng hoặc lưỡi), viêm môi (viêm, phát ban, hoặc xói mòn đôi môi, hoặc góc miệng), ngứa, viêm da tay, viêm da bàn chân, viêm mũi và Đau mắt đỏ (viêm kết mạc).

## Thu thập
Balsam của Peru là một loại nhựa thơm có độ nhớt, thu được bằng cách đốt hoặc gây ra vết thương hình chữ V trên vỏ cây thân cây Myroxylon balsamum var. pereirae. Phản ứng lại, chất lỏng Balsam của Peru - chất nhờn, dầu giống như nhựa dầu thơm, giúp làm lành vết thương của cây và chất lỏng này được thu gom. Một loại tinh dầu được chưng cất từ balsam.

## Thành phần
Balsam của Peru có 25 chất khác nhau, bao gồm cả cinnamein, acid cinnamic, cinnamyl cinnamate, benzyl benzoat, axit benzoic, và vanillin. Nó cũng chứa cồn acid cinnamic và aldehyde, farnesol và nerolidol. Một phần nhỏ của nó, khoảng 30-40%, chứa nhựa hoặc este có thành phần không rõ.

## Sử dụng
Balsam của Peru được sử dụng trong thực phẩm và đồ uống để làm hương vị, trong nước hoa và đồ dùng vệ sinh cho nước hoa, thuốc men và dược phẩm để chữa bệnh.
Trong một số trường hợp, nó được liệt kê trên nhãn của một sản phẩm bằng một trong những tên khác nhau của nó. Trong thiên nhiên có thể có các chất tương tự hoặc rất gần với Balsam của Peru.
Nó có bốn sử dụng chính:
- hương vị trong thực phẩm và đồ uống như cà phê, chè có hương vị, rượu vang, bia, gin, rượu mùi, apéritifs (vermouth, bitters), nước giải khát bao gồm cola, nước trái cây, cam quýt, vỏ trái cây có múi, mứt cam, cà chua và các sản phẩm chứa cà chua, Các món ăn Mexico và Ý với nước sốt đỏ, sốt cà chua, gia vị (ví dụ như cây đinh hương, hạt tiêu Jamaica, cây quế, hạt nhục đậu khấu, ớt xanh, cà ri, hồi và gừng), sốt ớt, nước sốt thịt nướng, chutney, dưa chua, sô cô la, vani, bánh nướng và bánh ngọt, bánh pudding, kem, kẹo cao su và bánh kẹo.
- hương thơm trong nước hoa và đồ vệ sinh cá nhân như nước hoa, thuốc khử mùi, xà phòng, dầu gội đầu, thuốc dưỡng da, nước after-shave, mỹ phẩm, son môi, kem, kem, thuốc mỡ, bột trẻ em, kem chống nắng và kem dưỡng da suntan. Nhựa thơm Peru được liệt kê là một trong những hương chính trong các loại nước hoa như Tom Ford Lost Cherry, Montale Red Vetiver[12], Chopard Iris Malika, HFC Pink Moon.
- trong các sản phẩm thuốc như thuốc chống trầm cảm và thuốc mỡ, thuốc ho, thuốc ngủ và lozenges, thuốc mỡ tã, mỡ miệng và môi, thuốc thơm của benzoin, thuốc xịt vết thương (đã báo cáo là ức chế Mycobacterium tuberculosis cũng như các vi khuẩn gây loét phổ biến H. pylori trong các nghiên cứu ống nghiệm), kem dưỡng da Calamine, nước sốt phẫu thuật, xi măng nha khoa, eugenol dùng bởi nha sĩ và trong điều trị khô khớp trong nha khoa.[1][9][13][14][15][16][17][18][19]
- các tính chất quang học như một chất keo, điển hình như một phương tiện gắn kết cho các mẫu kính hiển vi [20][21] do Balsam tinh khiết của Peru minh bạch và chiết suất của 1.597 rất gần với nhiều kính được sử dụng trong quang học[22]

Nó cũng có thể được tìm thấy trong kem đánh răng, nước súc miệng, thuốc lá có mùi thơm, các sản phẩm tẩy rửa, thuốc trừ sâu, thuốc chống côn trùng, thuốc làm mát không khí và chất khử mùi, nến thơm và sơn dầu.